# اببتشم
اببتشم (انگلیسی: Abbotsham) روستا و کلیسای مقدس در شهرستان داون انگلستان است. در سال ۲۰۰۱ جمعیت آن ۴۳۴ مورد سرشماری قرار گرفت و در سال ۲۰۱۱ به ۴۸۹ افزایش یافته‌است.